# Finales de la NBA de 2007
Las Finales de la NBA de 2007 fueron las series definitivas de los playoffs del 2007 y suponían la conclusión de la temporada 2006-07 de la NBA. La serie al mejor de siete de disputó entre el campeón de la Conferencia Oeste, San Antonio Spurs y el campeón de la Conferencia Este, Cleveland Cavaliers. Este sería el primer año que la franquicia de Cleveland conseguía el pase a las Finales de la NBA, mientras que para los de San Antonio sería la cuarta vez. Los Spurs ganaron a los Cavaliers 4-0. Tony Parker fue nombrado MVP de las Finales.

## Camino a las finales

### San Antonio Spurs
En los anteriores playoffs San Antonio Spurs perdió en las semifinales de conferencia en el séptimo partido ante Dallas Mavericks. Al comenzó de la siguiente temporada, los Spurs vieron como los Mavericks realizaban una de las mejores temporadas regulares, consiguiendo el récord de la franquicia con 67 victorias. Mientras tanto, los Spurs se clasificaron en un modesto tercer puesto, con la vista puesta en Dallas, y Phoenix Suns.
En los playoffs, los Spurs se encontraron a los Denver Nuggets y a su dúo Allen Iverson Carmelo Anthony. Aunque los Nuggets ganaron el primer partido, los no volverían a perder ante ellos en toda la serie, ganándola en 5 partidos. Mientras San Antonio preparaba el enfrentamiento ante el segundo clasificado de su conferencia, Phoenix Suns; el primero de ésta, Dallas Mavericks sufría una dura eliminación en primera ronda de la mano de los Golden State Warriors. Con los Mavs fuera, el enfrentamiento entre Suns-Spurs adquiría más importancia ya que de ellos saldría probablemente el campeón de conferencia. 
Los Suns, debido a su mejor récord en la temporada, tuvieron la ventaja de campo. En una dura batalla entre dos pesos pesados de la Conferencia Oeste, cada equipo intentó noquear al contrario. Los Spurs finalmente lo conseguirían en el primer partido, con algún que otro accidente de por medio. Con el partido empatado Tony Parker y Steve Nash chocaron cabeza con cabeza. Nash comenzó a sangrar por la nariz y a pesar de los esfuerzos de los equipos médicos, tuvo que sentarse en el banquillo a falta de 25 segundos y ver como los Spurs ganaban el partido 111-106. El segundo partido sería para los Suns, que gracias a los rebotes pudo vencer a los Spurs 101-81. Después de este partido, el pívot de los Suns, Amare Stoudemire, catalogaría a los Spurs como un equipo sucio. El tercer partido se disputaría en San Antonio y se volvería a aparecer el juego excesivamente duro, concluyendo en un ojo hinchado de Manu Ginóbili y a un Nash recibiendo un rodillado de Bruce Bowen. Tim Duncan saldría airoso de todas las situaciones pudiendo liderar al equipo a una victoria por 108-101.
Los partidos más polémicos fueron el cuarto y el quinto. Los Spurs, después de haber controlado gran parte del cuarto partido, pero los 11 puntos de ventaja se redujeron a 2 al final del partido. Con 18 segundos para acabar Robert Horry empujó a Nash (que estaba llevando el peso del equipo) a la mesa de anotadores. Los compañeros de Nash saltaron a defenderle; durante el altercado, Stoudemire y Boris Diaw salieron del banquillo hacia donde estaba Nash. Esta acción viola las leyes de la NBA, David Stern decidió suspenderles durante un partido (Horry sería suspendido dos partidos por su falta flagrante sobre Nash). En el quinto partido, jugado en Phoenix, los Suns comenzaron ganando con una ventaja cómoda de 16 puntos, pero en un giro brusco del partido los Spurs consiguieron hacerse con el encuentro por 88-85, quedando la serie 3-2 a favor de los de San Antonio.
Los Spurs ganarían el sexto partido y último partido de la serie por 114-106 en San Antonio, alcanzando por quinta vez las Finales de la Conferencia desde 1999.
En las Finales de Conferencia San Antonio vencería a Utah Jazz en cinco partidos abriéndose paso hasta las cuartas Finales de la NBA de la historia de la franquicia.

### Cleveland Cavaliers
En una repetición de los playoffs del año pasado con los Cavs poseyendo la ventaja de campo ante los Washington Wizards, los Cavs ganaron fácilmente a los Wizards en parte ayudados por las lesiones de Gilbert Arenas y Caron Butler. En la segunda ronda de los playoffs los Cavs se enfrentaron a New Jersey Nets. De nuevo los Cavs con ventaja de campo conseguirían pasar a la siguiente fase en 6 partidos. Los Cavs por tercera vez en la historia de la franquicia pasarían a las Finales de la Conferencia Este, y esta vez se enfrentarían a un enemigo muy familiar. Los Detroit Pistons, el primer clasificdo de la Conferencia Este, con ventaja de campo, estaba esperando a los Cavs. Este era el mismo Detroit que eliminó a los Cavs en segunda ronda el año pasado. Las expectativas eran las de una serie a 7 partidos y estos dos equipos no defraudarían.
Los dos primeros partidos estuvieron muy ajustados y vieron caer a Cleveland por el mismo marcador en ambos, 79-76. Perdiendo 0-2 en las series, la pelota estaba en el tejado de Cleveland y en el de su líder LeBron James. Otros dos duros partidos, con los Cavs ganando 88-82 y 91-87 respectivamente. El quinto partido sería de nuevo en Detroit y dio lugar a uno de los momentos más grandes en la historia de la NBA.
Con 6:14 para acabar el partido el marcador era 79-78, LeBron James hizo una gran actuación. Anotó 11 de los 12 puntos finales de su equipo para empatar el partido 91-91. En la primera prórroga, LeBron anotó todos los puntos de los Cavaliers para volver a empatar el partido 100-100. En el segundo tiempo extra, LeBron volvió a anotar los 9 puntos de su equipo esta vez para ganar el partido 109-107.
Los Cavaliers vencería a los Pistons en casa en el sexto partido, para conseguir el primer pase de los Cavs a las Finales de la NBA. Cleveland pasó a ser el tercer equipo en la historia de la NBA en remontar una serie a siete partidos, yendo perdiendo 0-2.

### Enfrentamientos en temporada regular
Cleveland Cavaliers ganaría ambos partidos en la temporada regular: 
| 3 de nov. | Cleveland Cavaliers | 88–81 | San Antonio Spurs |                                                     |
|           |                     |       |                   |                                                     |
|           |                     |       |                   | Pabellón: AT&T Center, San Antonio Televisión: ESPN |

| 2 de jun. | San Antonio Spurs | 78–82 | Cleveland Cavaliers |                                                             |
|           |                   |       |                     |                                                             |
|           |                   |       |                     | Pabellón: Quicken Loans Arena, Cleveland Televisión: NBA TV |

## Formato
Las finales se jugaron usando un formato 2-3-2, en el que los dos primeros y los dos últimos partidos se disputaron en el pabellón del equipo con ventaja de campo. La NBA, después de experimentar en los años anteriores restauró este formato original para las finales en 1985. Hasta el momento, las otras series de playoffs se habían jugado a un formato 2-2-1-1-1.
Las series al mejor de siete comenzaron el 7 de junio de 2007, cuando el campeón de la Conferencia Oeste, San Antonio Spurs; jugaría ante el campeón de la Conferencia Este, Cleveland Cavaliers. Debido a que San Antonio Spurs había conseguido un mejor balance en victorias-derrotas durante la temporada, ellos poseían la ventaja de campo.

## Resumen de los partidos

### Partido 1
LeBron James y los Cleveland Cavaliers entraron en las Finales 2007 como unos recién llegados. Este primer partido era la primera aparición de los Cavaliers en toda la historia de la franquicia, y la primera para todos y cada uno de sus jugadores (menos para el base Eric Snow). Sin embargo, los San Antonio Spurs habían estado en las Finales en tres de las últimas ocho temporadas, ganando el campeonato en todas ellas. Con gran rendimiento de Tim Duncan, Tony Parker, y Manu Ginóbili, los Spurs ganaron el comienzo de las series con facilidad, dejando a LeBron James en 14 puntos y en 4-16 en tiro.
| 7 de junio    | Cleveland Cavaliers                                                                                 | 75–86                                 | San Antonio Spurs                                                                           | |  |
| 9:00 p. m. ET | Parciales: 15-20, 20-20, 14-24, 27-21                                                               | Parciales: 15-20, 20-20, 14-24, 27-21 | Parciales: 15-20, 20-20, 14-24, 27-21                                                       | |  |
|               | Estadísticas Gibson 16, James 14 James 7, Ilgauskas 6 James, Gibson 4 each Pérdidas: LeBron James 6 | 1 Pts Reb Asts Otros                  | Estadísticas Parker 27, Duncan 24 Duncan 13, Ginóbili 8 Tony Parker 7 Tapones: Tim Duncan 5 | Pabellón: AT&T Center, San Antonio Asistencia: 18,797 espectadores Árbitros: - Ken Mauer - Mike Callahan - Steve Javie Televisión: ABC, TSN, Canal 7, Canal+, ESPN Brasil |  |

### Partido 2
Los Spurs volvieron a manejar el partido con fuerza. El trío de los Spurs pasó por encima de los Cavs, llegando a liderar el partido por 29 puntos en el tercer cuarto. Un gran parcial de Cleveland (25-6) sólo pudo maquillar el resultado, que dejaría las series 2-0.
| 10 de junio   | Cleveland Cavaliers                                                                      | 91–104                                | San Antonio Spurs                                                                  | |  |
| 9:00 p. m. ET | Parciales: 17-28, 16-30, 29-31, 30-14                                                    | Parciales: 17-28, 16-30, 29-31, 30-14 | Parciales: 17-28, 16-30, 29-31, 30-14                                              | |  |
|               | Estadísticas LeBron James 25 Anderson Varejão 10 LeBron James 6 Pérdidas: LeBron James 6 | 2 Pts Reb Asts Otros                  | Estadísticas Tony Parker 30 Duncan 9, Horry 9 Tim Duncan 8 Tapones: Robert Horry 5 | Pabellón: AT&T Center, San Antonio Asistencia: 18,797 espectadores Árbitros: - Dick Bavetta, - Jim Clark - Joe Derosa Televisión: ABC, TSN, Canal 7, Canal+, ESPN Brasil |  |

### Partido 3
El rookie Daniel Gibson comenzó el tercer partido en el lugar del lesionado Larry Hughes, anotando sólo 2 puntos con un porcentaje de tiro horrible, 1-10. Como equipo los Cavs sólo consiguieron un .367 en tiro y se vieron superados en el rebote por los Spurs, 48-41. Žydrūnas Ilgauskas consiguió su mejor marca en rebotes en la temporada 2006-07 con un total de 18. En la jugada final del partido, LeBron James falló un tiro desde casi 9 metros que les podría haber llevado a la prórroga (algunos jugadores reclamaron falta de Bruce Bowen en esta jugada). 
Fue el partido con más baja anotación desde las Finales de 1955, con Tim Duncan teniendo su peor aportación en cuanto a puntos, sólo 14,  en los partidos de Finales que ha disputado.
| 12 de junio   | San Antonio Spurs                                                                        | 78–70                                 | Cleveland Cavaliers                                                                          | |  |
| 9:00 p. m. ET | Parciales: 16-18, 24-20, 15-12, 20-22                                                    | Parciales: 16-18, 24-20, 15-12, 20-22 | Parciales: 16-18, 24-20, 15-12, 20-22                                                        | |  |
|               | Estadísticas Tony Parker 17 Duncan, Bowen 9 each Manu Ginóbili 5 Robos: Michael Finley 4 | 3 Pts Reb Asts Otros                  | Estadísticas LeBron James 25 Ilgauskas 18, Gooden 12 LeBron James 7 Pérdidas: LeBron James 5 | Pabellón: Quicken Loans Arena, Cleveland Asistencia: 20,562 espectadores Árbitros: - Bernie Fryer - Bob Delaney - Dan Crawford Televisión: ABC, TSN, Canal 7, Canal+, ESPN Brasil |  |

### Partido 4
San Antonio comenzó muy fuerte durante los tres primeros cuartos, liderando como mínimo de 11.  Cleveland realizaría un pequeño parcial al final del tercer cuarto y durante los primeros cinco minutos del cuarto, anotando 14 puntos consecutivos. Sin embargo, los Spurs responderían con otro parcial, 12-3, para finiquitar las series en un 4-0.
| 14 de junio                    | San Antonio Spurs                                                                  | 83–82                                 | Cleveland Cavaliers                                                                           | |  |  |
| 9:00 p. m. ET                  | Parciales: 19-20, 20-14, 21-18, 23-30                                              | Parciales: 19-20, 20-14, 21-18, 23-30 | Parciales: 19-20, 20-14, 21-18, 23-30                                                         | |  |  |
|                                | Estadísticas Manu Ginóbili 27 Tim Duncan 15 Manu Ginóbili 5 Pérdidas: Tim Duncan 6 | 4 Pts Reb Asts Otros                  | Estadísticas LeBron James 24 Ilgauskas 13, Gooden 11 LeBron James 10 Pérdidas: LeBron James 6 | Pabellón: Quicken Loans Arena, Cleveland Asistencia: 20,562 espectadores Árbitros: - Bennett Salvatore - Joe Forte - Eddie F. Rush Televisión: ABC, TSN, Canal 7, Canal+, ESPN Brasil, Sport 1 |  |  |
| San Antonio ganó la serie, 4–0 |                                                                                    |                                       |                                                                                               | |  |  |
|                                |                                                                                    |                                       |                                                                                               | |  |  |

El veterano Michael Finley fue premiado con el balón de la Final.

## Premios
- Campeón NBA 2007: San Antonio Spurs
- MVP de las Finales: Tony Parker

## Retransmisión
La cobertura de estas finales fue producida por ESPN y fue televisada por la ABC en Estados Unidos, TSN en Canadá, Sky Sports en Reino Unido, Canal+ en Francia, Premiere en Alemania, y más de 100 canales en 200 países.
El comentarista Mike Breen, el analista Mark Jackson y el antiguo entrenador de los Rockets, Jeff Van Gundy, y otros reporteros de pista como Michele Tafoya y Stuart Scott proveyeron de comentarios y análisis a la televisión americana.
La canción que sonó durante los playoffs fue "Right Now" de The Pussycat Dolls. Además en las finales también se escuchó "It Ends Tonight" de The All-American Rejects.